# Trzebnica Zdrój
Trzebnica Zdrój – dawna wąskotorowa stacja kolejowa w Trzebnicy, w gminie Trzebnica, w powiecie trzebnickim, w województwie dolnośląskim, w Polsce. Została otwarta w 1898, a zamknięta w 1967 roku.